# Mohamed Benabdeslam Al-Brihi
Pour les articles homonymes, voir Benabdesslam.
 (septembre 2016).
Si vous disposez d'ouvrages ou d'articles de référence ou si vous connaissez des sites web de qualité traitant du thème abordé ici, merci de compléter l'article en donnant les références utiles à sa vérifiabilité et en les liant à la section « Notes et références ».
Mohamed Benabdeslam Al Brihi est un mâalem (maître) de la musique arabo-andalouse né à Fès en 1850, et décédé dans la même ville en 1945. 
Il connaissait les modes andalous par cœur, sans notes, car il les avait appris à l'oreille de ses maitres dont son père Abdeslam. Il était le plus connu et le plus recherché à Fès pour les soirées et les mariages. Sa musique est d'une virtuosité inégalée. C'est le tarab al-kabir des andalous. Sa formation, firqa, comprenait très peu de musiciens, cinq au maximum. Il jouait le rebab. C'est lui qui donnait le rythme, le luthiste avec l'oud andalou à cinq cordes, puis suivait le percussionniste avec la derbuqa, puis le violoniste avec le kaman (al-Mtiri), le chanteur munshid et un claqueur de mains (seffaq).
Il reste aujourd'hui très peu d'enregistrements de la musique d'al-Brihi, à l'aide de tourne-disques sur disques microsillons, notamment quelques extraits de 1920 dans lesquels il est accompagné du munshid Driss Benjelloun, le luthiste Azzuz Bennani et du violoniste Al-Mtiri.